# A láthatatlan fény (televíziós sorozat)
A láthatatlan fény (eredeti cím: All the Light We Cannot See) 2023-as amerikai drámasorozat, amelyeut Steven Knight alkotott, Anthony Doerr azonos című regénye alapján. A főbb szerepekben Aria Mia Loberti, Hugh Laurie, Mark Ruffalo, Louis Hofmann, Lars Eidinger és Marion Bailey látható.
Amerikában és Magyarországon 2023. november 2-án mutatta be a Netflix.

## Ismertető
Két tinédzser életét követi nyomon a második világháború idején: Marie-Laure, egy vak francia lány és Werner Pfennig, egy német fiú, akit arra kényszerítenek, hogy csatlakozzon és harcoljon a náci rezsimért.

## Szereplők

### Főszereplők
| Szereplők                      | Színész          | Magyar hang   | Leírás |
| ------------------------------ | ---------------- | ------------- | --- |
| Marie-Laure LeBlanc            | Aria Mia Loberti | Rudolf Szonja | Leia apai nagymamája és Eric édesanyja.                                                                     |
| Werner Pfennig főtörzsőrmester | Louis Hofmann    | Csiby Gergely | Fiatal német fiú, aki végül a rádiófrekvenciák felderítésére és követésére specializálódott katonává válik. |
| Reinhold von Rumpel zászlóvivő | Lars Eidinger    | Anger Zsolt   | Az SS tisztje, aki művészeti alkotásokat, ékszereket minősít és értékel.                                    |
| Etienne LeBlanc                | Hugh Laurie      | Máté Gábor    | Visszahúzódó, poszttraumás stressz zavarban szenvedő első világháborús veterán, Marie-Laure nagybátyja.     |
| Daniel LeBlanc                 | Mark Ruffalo     | Rajkai Zoltán | Marie-Laure édesapja és a párizsi Természettudományi Múzeum lakatosmestere.                                 |
| Madame Manec                   | Marion Bailey    | Zsurzs Kati   | |

### Mellékszereplők
| Szereplők                          | Színész         | Magyar hang         |
| ---------------------------------- | --------------- | ------------------- |
| Hauptsturmführer Müller            | Jakob Diehl     | Kaszás Gergő        |
| Frau Elena                         | Rosie Hilal     | Pálfi Kata          |
| Frank Volkheimer közlegény         | Corin Silva     | Hám Bertalan        |
| Jutta Pfennig                      | Luna Wedler     | Staub Viktória      |
| Bastian ezredes                    | Bernd Hölscher  | Kapácsy Miklós      |
| Obersturmbannführer Rudolf Seidler | Ed Skrein       | Horváth Illés       |
| Dr. Hauptmann                      | Richard Sammel  | Rosta Sándor        |
| Jacqueline                         | Elizabeth Dulau | Ligeti Kovács Judit |

### Magyar változat
- Magyar szöveg: Vajda Evelin
- Hangmérnök vágó: Halas Péter
- Vágó: Wünsch Attila
- Gyártásvezető: Vigvári Ágnes
- Szinkronrendező: Szalay Csongor
- Produkciós vezető: Fekete Márk

A szinkront az Direct Dub Studios készítette.

## Epizódok
| Sor. | Év. | Cím                   | Rendező    | Író           | Premier           |
| ---- | --- | --------------------- | ---------- | ------------- | ----------------- |
| 1.   | 1.  | 1. epizód (Episode 1) | Shawn Levy | Steven Knight | 2023. november 2. |
| 2.   | 2.  | 2. epizód (Episode 2) | Shawn Levy | Steven Knight | 2023. november 2. |
| 3.   | 3.  | 3. epizód (Episode 3) | Shawn Levy | Steven Knight | 2023. november 2. |
| 4.   | 4.  | 4. epizód (Episode 4) | Shawn Levy | Steven Knight | 2023. november 2. |

## A sorozat készítése
2019 márciusában a Netflix és a 21 Laps Entertainment megvásárolta a regény korlátozott televíziós sorozatadaptációjának jogait, amelynek Shawn Levy, Dan Levine és Josh Barry lesz a producere. 2021 szeptemberében bejelentették, hogy a Netflix négy epizódból álló sorozatrendelést adott a produkciónak, a sorozatot Steven Knight írja, Levy pedig az összes epizódot rendezi.
2022 januárjában jelentették be, hogy Mark Ruffalo és Hugh Laurie is csatlakozott a stábhoz. 2022 márciusa és júliusa között Budapesten, Saint-Maloban és Villefranche-de-Rouergue-ban forgattak, a főbb jeleneteket ez utóbbiban vették fel.